# Traité de Berlin (27 août 1918)
Vous lisez un « bon article » labellisé en 2017.
Pour les articles homonymes, voir Traité de Berlin.
Le traité de Berlin du 27 août 1918 est un accord signé au terme de plusieurs mois de négociations entre les représentants bolcheviks et les puissances centrales, principalement représentées par les Allemands. Ce traité complète et précise les clauses politiques et économiques du traité de Brest-Litovsk, laissées de côté lors des négociations de l'hiver 1917-1918. Ces dernières ont eu pour objectif de mettre un terme à la guerre entre les puissances centrales et la Russie et de préciser l'ampleur des pertes territoriales de la Russie, mais ont laissé en suspens la question des indemnités de guerre dues au Reich impérial et à ses alliés. De même, la nature des nouvelles relations économiques entre les puissances centrales et la Russie n'a pas fait l'objet d'échanges approfondis à Brest-Litovsk. En conséquence, conformément aux dispositions du traité de paix signé au début de l'année 1918, des négociations doivent permettre de régler les futures relations économiques entre les puissances centrales et la Russie bolchevique, et déboucher sur la conclusion d'un accord entre le Reich et ses alliés, d'une part, et la Russie, de l'autre. Cependant, en raison de l'évolution rapide du conflit durant les mois de septembre et d'octobre 1918, les dispositions contenues dans le texte de ce traité ne sont jamais entrées en application. Cet accord a néanmoins jeté les bases du traité de Rapallo entre le Reich et la Russie bolchevique, entré en vigueur à partir de 1922.

## Contexte

### Le pouvoir bolchevik à l'été 1918
Après la prise du pouvoir par les bolcheviks en novembre 1917, les nouveaux dirigeants russes prennent les rênes du gouvernement russe, pour stopper le processus de désagrégation du pouvoir. La conclusion de la paix avec les puissances centrales a de plus considérablement affaibli ce nouveau pouvoir.
Divisés sur la politique étrangère, les dirigeants bolcheviks doivent aussi affronter leurs opposants, y compris leurs anciens alliés, les socialistes-révolutionnaires de gauche, partisans, comme l'ensemble des opposants au pouvoir bolchevik, de la poursuite de la guerre. Face aux bolcheviks minoritaires sur cette question, les socialistes-révolutionnaires multiplient les actions terroristes, commettant de nombreux attentats durant le printemps et l'été 1918, à la fois contre les dirigeants bolcheviques et contre leurs alliés allemands. Ainsi, le 6 juillet 1918, ils assassinent le comte Wilhelm von Mirbach, ambassadeur allemand auprès du gouvernement russe.

### Les relations germano-russes en 1918

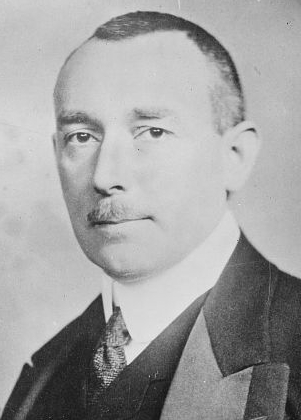
Karl Helfferich, ambassadeur à Moscou nommé en juillet 1918 guerre mondiale, se montre favorable au renversement du régime mis en place à la suite de la révolution d'Octobre.

En dépit de la conclusion de la paix de Brest-Litovsk, les Allemands anticipent un renversement rapide du régime issu de la révolution d'Octobre. Il apparaît rapidement aux Allemands comme aux Russes que le traité de février a laissé un certain nombre d'incertitudes dans les relations entre les deux pays. Enfin, les clauses du traité de Brest-Litovsk prévoient l'ouverture de nouvelles négociations pour parvenir à un accord sur la nature des liens économiques futurs entre les deux pays.
En conséquence, dès le printemps 1918, les relations diplomatiques sont officiellement rétablies entre les puissances centrales et le Conseil des commissaires du peuple, des ambassadeurs étant échangés entre Moscou et Berlin. Cependant, dans le contexte de la vague terroriste menée par les socialistes-révolutionnaires, anciens alliés du parti bolchevik, les principaux dirigeants allemands se divisent sur la question de maintenir les relations avec le gouvernement russe : Guillaume II, Erich Ludendorff et Karl Helfferich, nouvel ambassadeur à Moscou, se montrent partisans du renversement du gouvernement bolchevik, par divers moyens,.

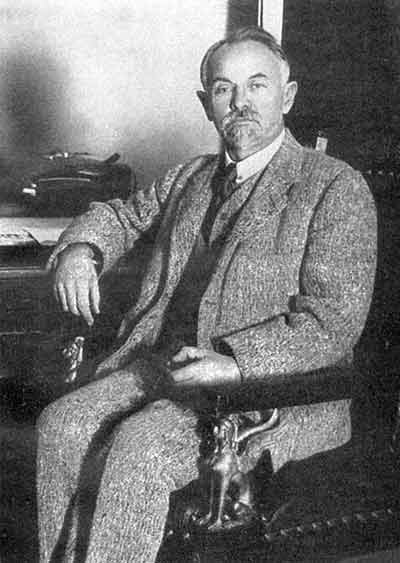
Leonid Krassine, l'un des négociateurs russes.

Enfin, durant l'été 1918, alors que la situation du régime bolchevique semble critique, les négociateurs bolcheviques, Adolf Joffé et Léonid Krassine, parviennent à convaincre les principaux responsables de la politique économique du Reich en guerre, en premier lieu Gustav Stresemann, de la solidité du régime qui les a mandatés. Stresemann soutenant le projet de renouer des relations économiques avec le régime de Lénine, le Reich se rapproche des bolcheviks pour éviter, ou au moins retarder, la reconstitution d'un front de l'Est, tandis que l'armée impériale allemande multiplie les opérations de soutien à l'Armée rouge, là où les armées des puissances centrales sont en mesure d'intervenir. À la suite des assassinats, durant l'été 1918, de l'ambassadeur du Reich à Moscou et du commandant des troupes allemandes en Ukraine, le gouvernement du Reich hésite cependant quant à la politique à suivre, une partie du cabinet impérial appelant de ses vœux la mise en place d'un gouvernement conservateur favorable aux puissances centrales.

### Objectifs allemands en Russie
Les puissances centrales ayant imposé à la république de Russie une paix sanctionnant un important repli territorial russe, le Reich aspire à renouer des relations commerciales avec le nouveau pouvoir en place à Moscou.
La conclusion de la paix avec le pouvoir issu de la révolution d'Octobre a non seulement permis la réalisation des buts de guerre allemands en Europe orientale, mais a aussi autorisé le Reich à mener une politique active en Russie et dans les régions voisines, en dépit des incertitudes qui pèsent alors sur le devenir du régime bolchevique. Certains responsables allemands aspirent, alors que les puissances centrales ont été victorieuses sur le front de l'Est, à voir le Reich mener une politique active dans la nouvelle Russie. Ainsi, Paul von Hintze, secrétaire d'État à partir du 9 juillet 1918, souhaite la réalisation des buts de guerre de 1914, en s'appuyant sur les bolcheviks, seul parti politique opposé à la Triple-Entente.
De plus, dans un contexte marqué par la préparation de l'après-guerre, les dirigeants du Reich, pariant sur le maintien d'un blocus allié après le conflit, tentent de mettre en place des relations commerciales avec le pouvoir russe. Les principaux représentants des milieux industriels se réunissent à plusieurs reprises durant le printemps 1918 pour fixer les objectifs recherchés par les négociateurs allemands, ainsi que le cadre légal propice à la réalisation de ces objectifs.
Par ailleurs, les Allemands préparent une intervention militaire en Russie ; bien que soutenant le régime bolchevique, afin d'en tirer parti au mieux des intérêts du Reich, les diplomates allemands anticipent cependant sa chute, qui risquerait d'entraîner la Russie dans le chaos. Les militaires allemands préparent cette intervention, dont la restauration de l'ordre constituerait le principal moteur.
Parallèlement aux objectifs assignés par les membres du gouvernement et les militaires, les représentants de l'industrie lourde du Reich exposent leurs revendications spécifiques après une réunion à Düsseldorf ; redoutant que le Reich soit évincé des marchés mondiaux après le conflit, ils appellent à la mise en place d'un marché continental, peu développé économiquement et donc peu à même de trouver en son sein une concurrence aux produits manufacturés allemands. Ils suggèrent une politique volontariste de prêts importants à la Russie, destinés à financer les exportations allemandes dans le pays, ainsi que la mise en place d'un groupement économique chargé de coordonner les efforts allemands de prise de contrôle économique de la Russie et de l'Ukraine.

## Clauses de l'accord
L'accord germano-russe, fruit de trois mois de négociations, comprend des clauses politiques et des clauses économiques, garantissant à la fois la survie du régime bolchevique et la reprise des relations économiques entre la Russie et les puissances centrales. Ces clauses sont complétées par des notes secrètes fixant le détail des obligations réciproques des deux parties contractantes.

### Négociations
Confronté à une situation politique et économique catastrophique, le gouvernement de Lénine propose aux représentants des puissances centrales l'ouverture de négociations. Les représentants bolcheviques font alors miroiter une alliance entre le Reich et la nouvelle Russie, la livraison d'armes et un accord commercial de grande ampleur.
Les négociations se tiennent à Berlin et s'ouvrent au milieu du mois de mai 1918, en présence du secrétaire d'État aux Affaires étrangères du Reich, Richard von Kühlmann, et sont closes par Paul von Hintze, son successeur. Le nouveau pouvoir russe y délègue Adolf Joffé et Leonid Krassine, militants bolcheviques chevronnés, pour défendre les intérêts du régime de Moscou.
Alors que l'armée impériale s'épuise de plus en plus dans de vaines offensives, les négociateurs allemands se montrent rapidement plus conciliants envers les demandes formulées par leurs homologues russes. Les Allemands proposent ainsi de ravitailler en céréales, en charbon, en fer et en pétrole la Russie, tandis que les liaisons ferroviaires entre les territoires caucasiens, occupés par les puissances centrales, et le Nord de la Russie sont promises à un rapide rétablissement. Il n'échappe cependant pas à Joffé, le principal négociateur russe, que la conclusion de l'accord sur les bases proposées par les Allemands renforcerait le contrôle économique du Reich sur la Russie, déjà important avant la guerre.

### Clauses politiques
Ces clauses sont pour l'essentiel contenues dans les notes échangées entre les gouvernements allemand et soviétique.
Elles fixent définitivement les frontières russes selon le tracé décidé à Brest-Litovsk, obligeant la Russie à reconnaître l'indépendance de la Lituanie et du duché de Courlande et Sémigalle aux confins de la Baltique et de la Géorgie, alors totalement sous contrôle politique et économique allemand. En échange de cette reconnaissance, le Reich s'engage à faire restituer Bakou à la Russie, contre la garantie de la livraison à l'économie allemande du tiers du pétrole produit dans cette région.
Enfin, ces clauses obligent le Reich à remettre en cause le soutien apporté aux Armées blanches de Krasnov et d'Alekseïev.

### Clauses économiques
Le traité du 27 août pose les bases de la reprise des échanges économiques entre le Reich et la nouvelle Russie. Les Allemands renoncent à l'indemnisation des participations allemandes dans les entreprises russes nationalisées par le décret du 28 juin 1918.
Cependant, en dépit de cette renonciation, une indemnité de guerre de six milliards de roubles-or doit être versée au Reich par le gouvernement russe, aussi bien en or qu'en marchandises.

## Application et suites
Ratifié par les parties contractantes le 6 septembre 1918, il n'entre jamais en application en raison de la défaite du Reich dans les mois suivants. L'armistice de Rethondes oblige en effet le Reich défait à dénoncer l'ensemble des accords et traités signés par ses représentants avec la Roumanie, la Russie et les nouveaux États nés au début de l'année 1918, la Finlande, les États baltes et l'Ukraine.

### Ratification

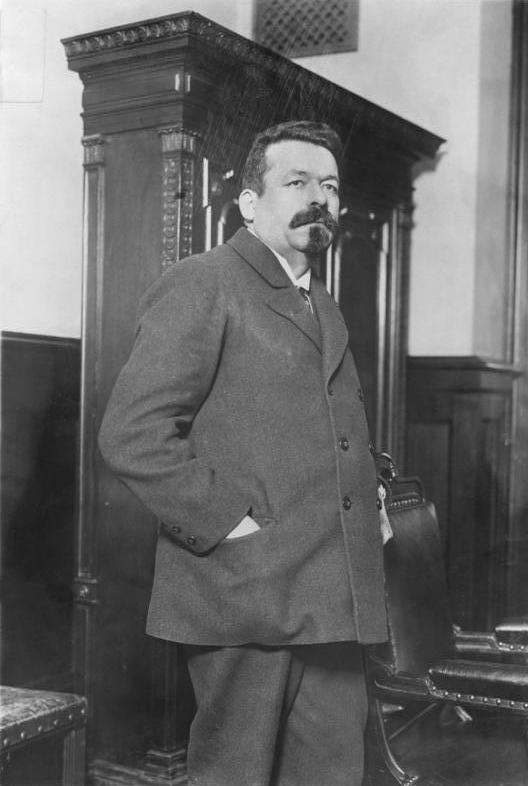
Friedrich Ebert, ici en décembre 1918 guerre mondiale, expose les réserves formulées par son parti, le SPD.

La ratification du traité du 27 août par le Reich se fait par un simple acte gouvernemental. Le traité n'est en effet pas soumis au Reichstag, comme le veut la constitution de l'Empire, pour des raisons de politique intérieure ; Friedrich von Payer, vice-chancelier du Reich, souhaite éviter un débat parlementaire sur sa politique étrangère, et une possible chute du gouvernement dans ce débat. Seul Friedrich Ebert, au nom de son parti, le parti social-démocrate, expose des réserves sur les clauses du traité et les modalités de sa ratification.
En dépit de ces réserves, le traité est ratifié le 24 septembre 1918 par le comité principal du Reichstag,.

### Caducité
Les événements du mois de novembre 1918 rendent rapidement caducs les termes du traité.
Peu de temps auparavant, en septembre 1918, les responsables politiques et militaires du Reich espèrent conserver l'édifice bâti dans l'Est de l'Europe depuis la paix de février au profit du Reich : Paul von Hintze et Friedrich von Payer, soutenus par Gustav Stresemann, affichent leur détermination à défendre les acquis orientaux du conflit.
Cependant, l'article 15 du texte de l'armistice de 1918 oblige le Reich à dénoncer le traité du 27 août 1918. En effet, ce traité est considéré par les Alliés comme une conséquence de la paix de défaite imposée par le Reich à la Russie. Parallèlement à la demande alliée, le Conseil des commissaires du peuple dénonce les traités liant la Russie et le Reich dès le 13 novembre 1918, une fois connues en Russie les clauses de l'armistice entre le Reich et les Alliés.

### Conséquences
Au cours de l'été 1918, les suites des négociations germano-russes dépendent de l'issue des opérations sur le front de l'Ouest ; cet accord germano-russe constitue une première étape vers le rapprochement germano-soviétique des années 1920.
Alors que le front balkanique, mal étayé par l'armée bulgare, affaiblie, s'effondre à la suite de la bataille de Doiran, les négociateurs allemands obtiennent des États mis en place à la suite de la dislocation de la Russie des concessions plaçant ces pays nouvellement indépendants dans une stricte dépendance du Reich.
Acceptant ainsi le régime mis en place à la suite de la révolution d'Octobre, et prenant acte des intérêts économiques de la Russie gouvernée par le régime bolchevique, les dirigeants du Reich sont ainsi les premiers à reconnaître le pouvoir du Conseil des commissaires du peuple. Cette reconnaissance autorise un rapprochement de plus long terme avec l'Union soviétique. Ainsi, cette reconnaissance précoce du nouveau gouvernement de Moscou ouvre la voie à la conclusion d'accords profitables aux deux États durant la décennie suivante.